# Przybranowo
Przybranowo [pronunciación en polaco: /pʂɨbraˈnɔvɔ/] es una localidad situada en el municipio (gmina) de Aleksandrów Kujawski, en el distrito de Aleksandrów, voivodato de Cuyavia y Pomerania, Polonia. Según el censo de 2021, tiene una población de 527 habitantes.

## Historia
En 1827, el pueblo tenía una población de 168 habitantes.
Varios polacos de Przybranowo se encontraban entre las víctimas de una masacre cometida por las tropas alemanas en la cercana Koneck durante la invasión alemana de Polonia al comienzo de la Segunda Guerra Mundial en septiembre de 1939 (véase también: crímenes nazis contra la nación polaca). Durante la posterior ocupación alemana, en 1939-1940, los ocupantes llevaron a cabo expulsiones de polacos, cuyas granjas fueron luego entregadas a los alemanes como parte de la política Lebensraum. Los polacos expulsados fueron deportados al Gobierno General en la parte más oriental de la Polonia ocupada por los alemanes o esclavizados como trabajo forzado de los colonos alemanes en el área.